# الدوري الإنجليزي لكرة القدم 2010–11
الدوري الإنجليزي لكرة القدم 2010–11 (بالإنجليزية: 2010–11 Football League)‏ هو موسم من دوري كرة القدم الإنجليزي. فاز فيه كوينز بارك رينجرز.